# Grugny
Grugny är en kommun i departementet Seine-Maritime i regionen Normandie i norra Frankrike. Kommunen ligger i kantonen Clères som tillhör arrondissementet Rouen. År 2022 hade Grugny 1 009 invånare.

## Befolkningsutveckling
Antalet invånare i kommunen Grugny
| Referens: INSEE |